# 大多倫多地區
大多倫多地區（英語：Greater Toronto Area）是加拿大人口密度最高的都會區。按安大略省政府規劃部門的定義，多倫多大都會區的人口在2021年全國普查時為6,202,225人。但是，大多倫多地區是安大略省政府定義的經濟區，包括加拿大統計局定義的CMA未包括的社區。從2021年人口普查中推斷大多倫多地區所有25個社區的數據，該經濟區的總人口包括6,712,341人。除了多倫多市之外，大多地區還包括皮爾區、約克區、杜林區和荷頓區四個地區自治體（regional municipalities）。

## 概覽
大多地區是由多倫多市及以下各區組成：
| - 皮爾區 - 密西沙加市 - 賓頓市 - 卡利登鎮 - 荷頓區 - 奧克維爾鎮 - 米爾敦鎮 - 布靈頓市 - 荷頓山鎮 | - 約克區 - 列治文山市 - 萬錦市 - 旺市 - 奧羅拉鎮 - 紐馬克鎮 - 東貴林伯里鎮 - 佐治拿鎮 - 皇帝鎮 - 懷特教堂司托夫維爾鎮 | - 杜林區 - 皮克靈市 - 阿積士鎮 - 惠特比鎮 - 奧沙華市 - 額士橋鄉 - 布洛克鄉 - 史喬各鄉 - 卡靈頓自治區 |

大多倫多地區

「GTA」一詞首見於一份在1980年代中期就區内地方行政架構重組問題而發表的報告中，其後才開始被廣泛使用，並被省政府定為一個正式的規劃範圍。雖然咸美頓市與多倫多市及其近郊城鎮關係密切，但大多倫多地區公認的覆蓋範圍多年來一直沒有包括該市。然而，隨著城市帶不斷發展，大多地區和咸美頓市從2000年代起在區域規劃和公共政策等範疇内被一併研究，多個政府機構亦開始使用大多倫多暨咸美頓地區（Greater Toronto and Hamilton Area，簡稱GTHA）a一詞來表達大多倫多地區和咸美頓市（包括前溫特沃斯縣）所覆蓋的範圍；此區域於2008年約有6,539,700名居民。「GTHA」一詞目前尚未被民眾廣泛使用。
另外，「大金馬蹄地區」（Greater Golden Horseshoe）從2006年起亦開始應用在地方規劃的範疇中；此詞亦涵蓋巴里市、貴湖市和尼亞加拉區等地。然而，安省政府其它部門（如安大略省財政廳）仍然使用「GTA」一詞。

## 歷史

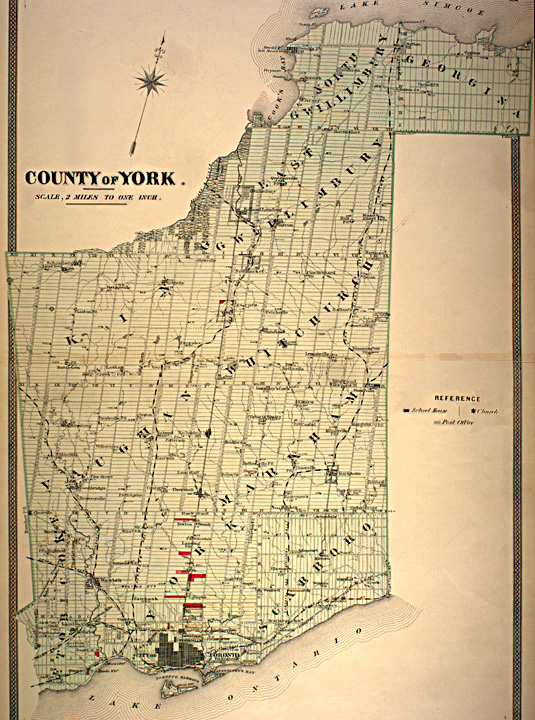
1880年代约克县 (安大略省)地圖

在歐洲人抵達現大多倫多地區前，該帶是多個原住民族的聚居地：中立原住民族、塞尼卡族、莫霍克族和休倫族曾於不同年代定居於此。密西沙加族則於17世紀末和18世紀初抵達該帶，並趕走原居於此的易洛魁人。歐洲人亦於17世紀抵達現多倫多一帶。
連接安大略湖、錫姆科湖和大湖區上游處的一條水陸聯運路線由此而過，叫做多倫多運輸線，令此處成為法裔皮草商人進行交易的要點。法國於1720年代在此處建立皇家倉庫（於數年間被遺棄），再於1750年代建立一個要塞，卻於七年戰爭期間被英軍毀掉，戰爭過後此處亦歸英國所有。
美國獨立戰爭過後，大批忠於英國的十三州殖民地居民遷居此處，為現大多倫多地區帶來第一波歐洲裔移民潮。英國政府於1787年從密西沙加族購入超過25萬英畝（1000平方公里）的土地，史稱多倫多購地。约克县隨後於1792年成立，範圍一度覆蓋現多倫多市、荷頓區、皮爾區、約克區、以及杜林區小部分地區。約克鎮（現多倫多市）於1812年戰爭中被美軍破壞。
溫特沃斯縣和荷頓縣於1816年脫離約克縣，自組地方行政架構。上加拿大叛亂其後在約克縣爆發，由威廉·萊昂·麥肯齊帶領民眾反抗英國殖民政府。安大略縣和皮爾縣於1851年脫離約克縣，而約克縣位於士刁士大道以南的地段（即多倫多市及其内圈近郊城鎮）則於1953年脫離約克縣，並改組成大多倫多市。大多倫多市成立後，約克縣的縣治從多倫多遷往紐馬克。大多倫多市政府亦有權操控鄰近城鎮（如旺市、萬錦和皮克靈等）的規劃事務，但那些城市卻不在大多市的正式管轄範圍以内。
大多市原先由舊多倫多市、五個鄉（東約克、怡陶碧谷、北約克、士嘉堡和約克）以及另外七個村和鎮組成；那七個村鎮於1967年併入舊多倫多市和上列五鄉。約克縣的餘下部分則於1971年改組成約克區。北約克、約克、怡陶碧谷和士嘉堡於1980年代先後改設市，而此四市聯同舊多倫多市、東約克和大多市的行政架構於1998年合併成新的多倫多市。

## 多倫多人口普查都會區

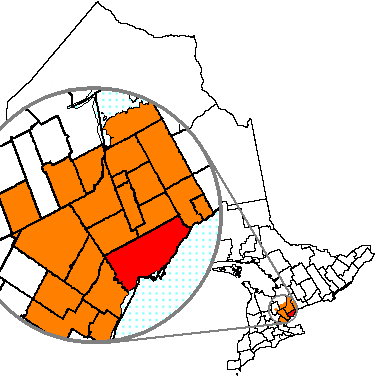
多倫多人口普查都會區（紅色為多倫多市）

大多倫多地區與由加拿大統計局界定的多倫多人口普查都會區（Toronto Census Metropolitan Area）有所重疊，但部分在大多倫多地區覆蓋範圍内的城鎮則不被歸入普查區之内，兩者的定義因此並不一致。據2006年人口普查所示，普查區的面積有5,904平方公里，人口則有5,113,149人，兩項數據皆較大多倫多地區為少。奧沙華和布靈頓皆屬大多倫多地區，但前者構成一個獨立的普查區，而後者則屬咸美頓普查區。其他多倫多普查區内的城鎮（如錫姆科縣的新特坎瑟斯和德芙靈縣的芒挪鄉）則不屬大多倫多地區。
其它鄰近的地區（如咸美頓、巴里、聖嘉芙蓮-尼亞加拉和基秦拿-滑鐵盧）不屬大多倫多地區或多倫多普查區，而各自構成獨立的普查區。上列各地區聯同大多倫多地區構成北美第七大都會區－金馬蹄地區。咸美頓、奧沙華和多倫多三個普查區再加上布洛克和史喬各的總人口在2006年達6,170,072人。
| 語言       | 佔多倫多市比率 | 佔安大略省比率 | 佔全國比率 |
| ---------- | -------------- | -------------- | ---------- |
| 英文       | 56.2%          | 69.8%          | 58.4%      |
| 意大利文   | 3.8%           | 2.5%           | 1.5%       |
| 粤语       | 3.4%           | 1.5%           | 1.2%       |
| 旁遮普文   | 2.7%           | 1.3%           | 1.2%       |
| 他加禄语   | 2.2%           | 1.1%           | 0.9%       |
| 葡萄牙文   | 2.2%           | 1.4%           | 0.7%       |
| 西班牙文   | 2.2%           | 1.4%           | 1.2%       |
| 乌尔都文   | 2.1%           | 1.0%           | 0.5%       |
| 泰文       | 1.9%           | 0.9%           | 0.4%       |
| 波兰文     | 1.6%           | 1.2%           | 0.7%       |
| 法文       | 1.4%           | 4.4%           | 22.3%      |
| 俄文       | 1.3%           | 0.7%           | 0.4%       |
| 波斯文     | 1.3%           | 0.7%           | 0.4%       |
| 汉语官话   | 1.3%           | 0.6%           | 0.6%       |
| 阿拉伯文   | 1.2%           | 1.0%           | 0.9%       |
| 古吉拉特文 | 1.1%           | 0.5%           | 0.3%       |

## 經濟

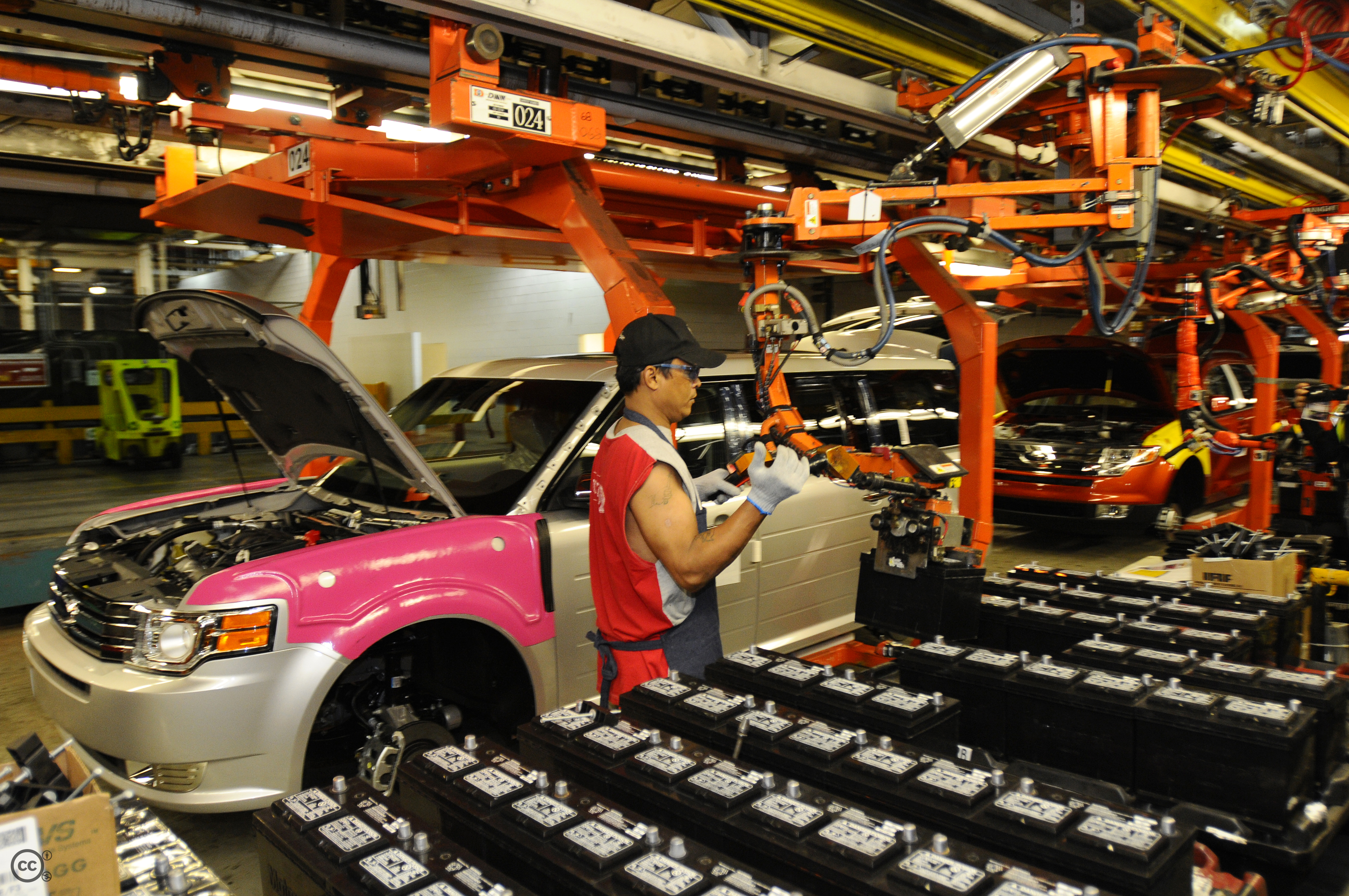
福特汽車位於奧克維爾的廠房

大多地區是北美第三大金融中心。區内的勞動人口約有290萬人，並有超過10萬間公司提供就業機會。大多地區的本地生產總值（GDP）達3230億加元，佔全國GDP約20%；而區内GDP從1992年至2002年間平均上升4.0%，較全國平均的3%為高。加拿大眾公司總部中40%是位於大多地區以内。現時大多地區内51%僱員從事服務性行業；19%從事製造業；17%從事零售及批發業；8%從事運輸、通訊和公用事業；5%從事建築業。
此外，服務性行業佔區内GDP逾72%。當中，金融業佔區内GDP約25%，是區内的最大行業。加拿大加拿大五大銀行和多倫多證券交易所（以及其母公司TMX集團）的總部均設於多倫多的多倫多金融區，而總部位於卡加利的TSX創業交易所亦於多倫多設有辦公室。
大多地區是北美繼底特律後第二大汽車業中心。通用汽車、福特和佳士拿的加拿大分公司一共在區内營運六間生産工場，而本田和豐田的加拿大分公司亦在GTA外圍設廠。此外，大多地區也是多間汽車公司的加拿大總部所在。汽車業佔區内GDP約10%。
此外，萬錦也是加拿大的高科技重鎮之一。

## 電話地區編號
直到1993年為止，整個大多地區都是使用「416」電話區號。隨著以「416」為首的電話號碼日漸不敷應用，大多地區也在1993年被一分為二：多倫多市繼續使用416電話區號，而大多地區的其他城鎮則轉用905電話區號。使用905區號的城鎮主要都是多倫多市的衛星城鎮，且發展密度較多市低，與使用416區號的多市形成強烈對比。而「416地區」和「905地區」亦漸漸引申成「多市以内」和「多市以外/衛星城鎮」的代名詞，被大多地區内的媒體和居民廣泛應用。905區號的覆蓋範圍其實比大多地區為廣；部分使用905區號的城鎮（如尼亞加拉區和合普港）並不是大多地區的一部份。此外，約克區和杜林區有一部份是使用705區號，而皮爾區和荷頓區也有一部份是使用519區號。
隨著對新電話號碼的需求進一步增加，大多地區也於2001年新增了兩個區號：647區號與416區號重疊，而289區號則與905區號重疊。另外，從2006年起，226區號也與519區號重疊，249區號也將于2011年3月開通，與705地區重疊。而2013年3月開始，現有的416/647区域将新增437区号，905/289區域將新增365區號，此區域將成為加拿大第一個同時擁有三個區號的地區，造成共有十個區號覆蓋大多地區的情形。

## 交通

### 公共交通

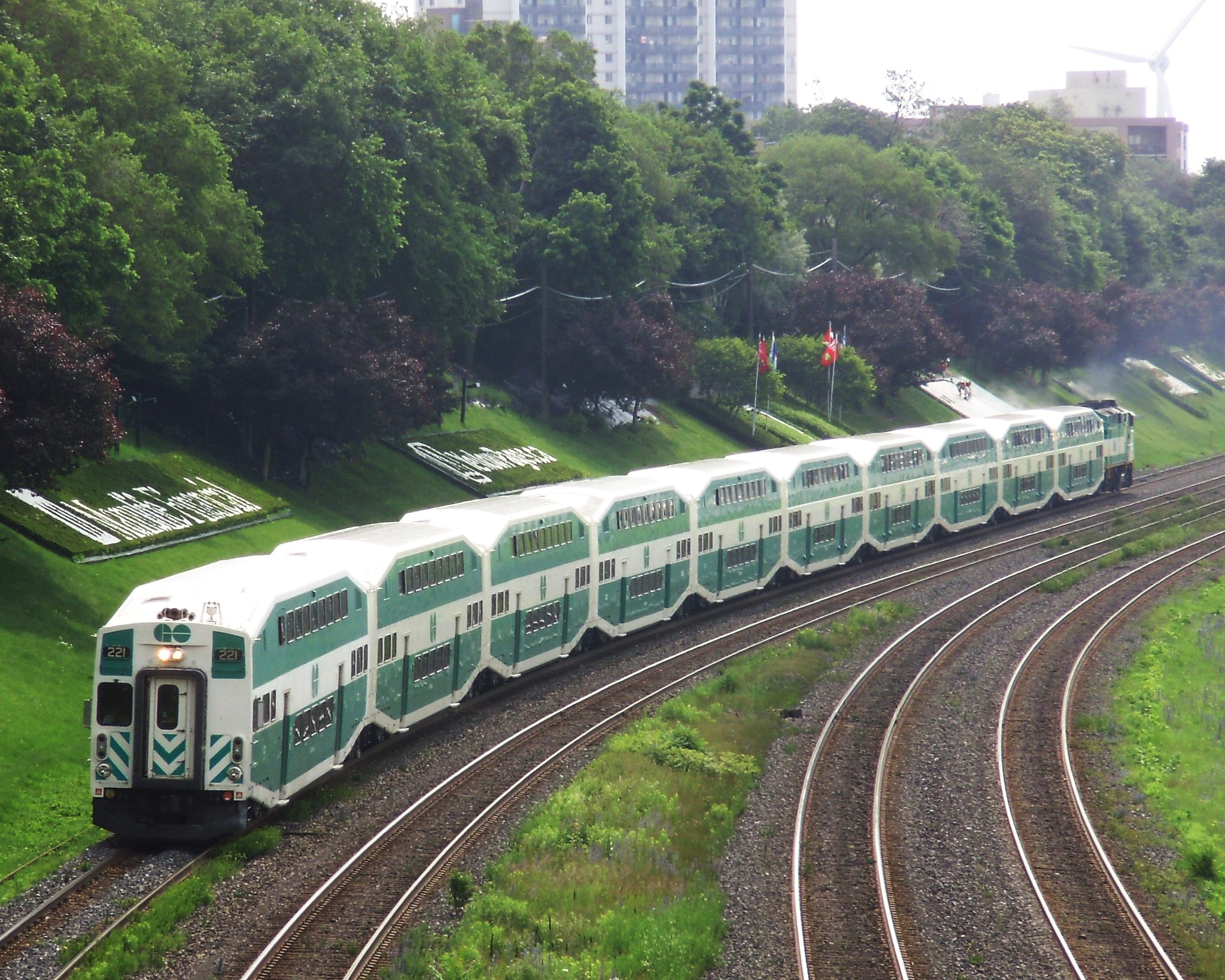
GO通勤鐵路湖濱西綫

GO運輸系統為大多地區提供通勤鐵路和巴士服務，連接多倫多市中心及其衛星城鎮。此外，大多地區内也有多個市營和區營公交系統，為各城鎮提供内部公交服務：
- 賓頓公車局
- 布靈頓公車局
- 杜林區公車局
- 苗頓公車局
- 密西沙加公車局
- 奧克維爾公車局
- 多倫多公車局
- 約克區公車局

上列機構皆各自為政，但隨著大多倫多暨咸美頓地區的區域性交通規劃機構都市連通投入運作，各運輸局日後可望在都市連線的架構下加強彼此間的合作。此外，Metrolinx亦推出了Presto智能卡，現時已試行於區内部分運輸局，將來可望於大多倫多地區各公交系統之間通行。

### 高速公路

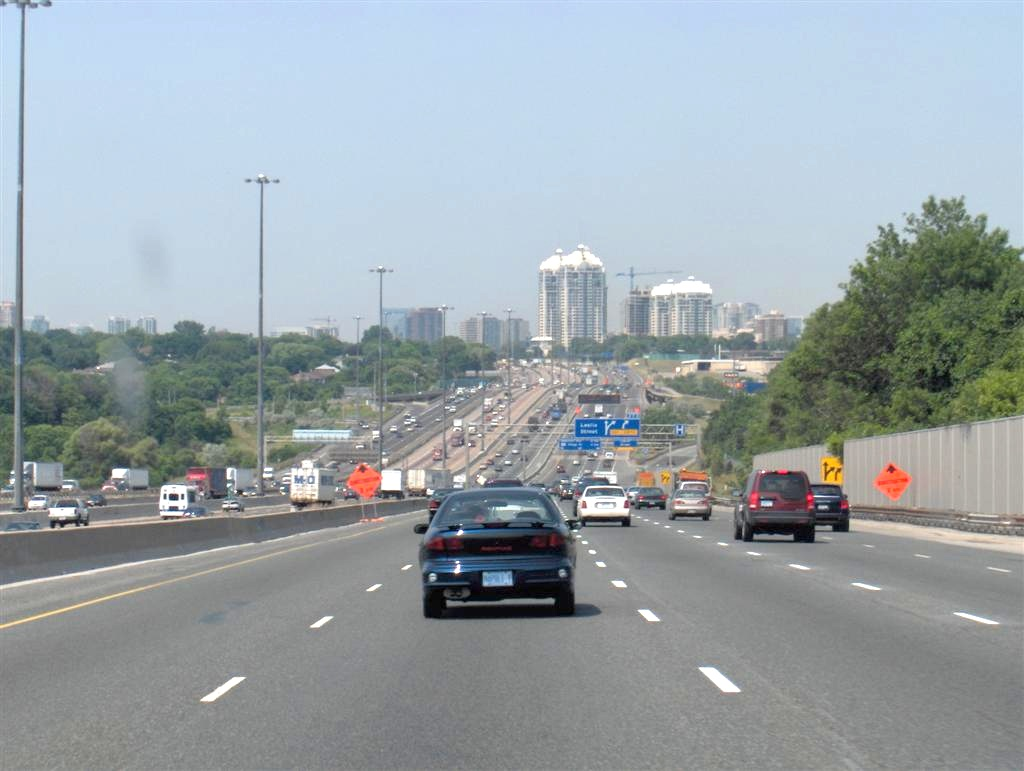
401號省道是大多倫多地區的主要幹綫之一。

大多地區亦擁有加拿大最大和最繁忙的高速公路網，由多條省級和市級高速公路構成，如下：
- 400號省道（約克區、多倫多市）
- 401號省道（杜林區、多倫多市、皮爾區、荷頓區）
- 403號省道（英语：Ontario_Highway_403）（皮爾區、荷頓區）
- 404號省道（英语：Ontario_Highway_404）（約克區、多倫多市）
- 407號省道（杜林區、約克區、皮爾區、荷頓區）(收费高速公路)
- 409號省道（英语：Ontario_Highway_409）（多倫多市）
- 410號省道（英语：Ontario_Highway_410）（皮爾區）
- 427號省道（英语：Ontario_Highway_427）（約克區、多倫多市）
- 伊利沙伯皇后道（皮爾區、荷頓區）
- 嘉甸拿高速公路（多倫多市）
- 當河谷園林公路（多倫多市）
- 亞倫道（多倫多市）

當中401號省道不但是區内要道之一，更是安省最長和世上最繁忙的高速公路之一。.

### 航空

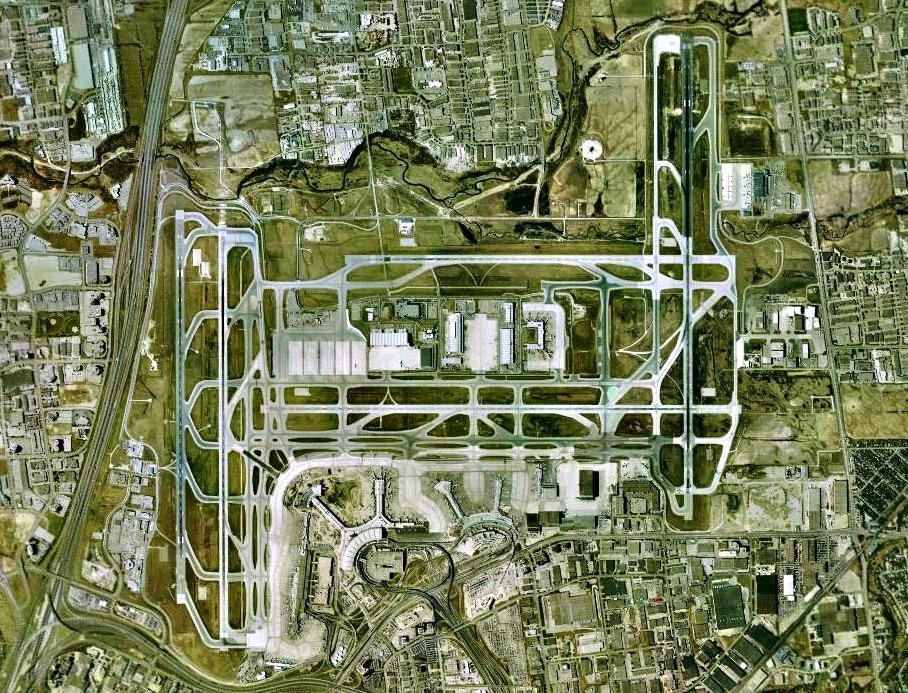
位於密西沙加市的皮爾遜國際機場是大多地區的主要機場。

坐落密西沙加市的多倫多皮爾遜國際機場不但是大多倫多地區的主要機場，更是加拿大最大和最繁忙的機場；此機場由大多倫多機場管理局營運。咸美頓的約翰·C·蒙羅國際機場也提供少數國際航綫以及廉價航綫和包機服務，並且是皮爾遜機場的替補機場。位於多倫多群島的多倫多市中心機場主要用於短途航綫和小型民航。機場代碼「YTO」覆蓋了皮爾遜機場、市中心機場和位於萬錦的巴頓維爾市立機場。除此之外，大多地區亦擁有其它小型機場。
隨著皮爾遜機場的流量逐漸飽和，大多倫多機場管理局亦開始探討在皮克靈興建一個新機場；機管局亦表示新機場可以刺激大多地區東部的經濟發展。

## 備註
- ^a  - 使用「大多倫多暨咸美頓地區」的機構包括區域性交通規劃機構都市連通（Metrolinx）[46]、安大略省能源及基礎建設廳（英语：Ministry of Energy and Infrastructure）[47]以及荷頓區[48]。

## 外部連結
- 加拿大01年社區檔案（页面存档备份，存于）
- 大多倫多銷售聯盟（页面存档备份，存于）